# Dubrava Stara
Dubrava Stara (szerbül: Дубрава Стара), település Bosznia-Hercegovinában, a Bosanska Krajina keleti részén, Čelinac községben, a Szerb Köztársaságban. 

## Fekvése
A település Bosznia-Hercegovina északi részén, Banja Lukától légvonalban 29, közúton 42 km-re, községközpontjától légvonalban 18, közúton 28 km-re keletre, a Velika Ukrina partján, 215-406 méteres magasságban fekszik. 

## Népessége

### A település népessége
| Nemzetiségi csoport | Népesség 1991 | Népesség 2013 |
| ------------------- | ------------- | ------------- |
| Szerb               | 683           | 571           |
| Bosnyák             | 0             | 1             |
| Horvát              | 2             | 3             |
| Jugoszláv           | 32            | 1             |
| Egyéb               | 54            | 40            |
| Összesen            | 771           | 616           |

## Története
A korábban Dubrava birtokként (praedium) ismert terület egykor Banja Luka külterületi része volt. A térség 1878-ig tartozott az Oszmán Birodalomhoz, ekkor a berlini kongresszus határozata alapján az Osztrák-Magyar Monarchia része lett. Dubrava Stara az osztrák-magyar uralom idején keletkezett, amikor 1900-tól  főként Nyugat-Galíciából és Kárpátaljáról görög katolikus ukrán (ruszin) lakosság települt be ide. A Dubrava Stara-i görög katolikus plébánia 1906-ban jött létre. A monarchia szétesésével 1918-ban előbb a Szerb-Horvát-Szlovén Királyság, majd 1929-től a Jugoszláv Királyság része. Az 1929-es törvény értelmében, amikor Bosznia-Hercegovinát négy banovinára, Drinskára, Vrbaskára, Zetskára és Primorskára osztották, a település a Vrbaska banovina része lett, amelynek székhelye Banja Luka volt. Jugoszlávia megszállása után a Független Horvát Állam (NDH) része lett. 1953-ban Čelinac község megalakulásakor csatolták a községhez. A daytoni békeszerződést követő területfelosztásnál a település Čelinac község részeként a Szerb Köztársaság területéhez került.

## Oktatás
Novak Pivašević Általános Iskola. Az iskola 1957. február 1-jén nyílt meg négyosztályos iskolaként. Kezdetben az Ukrina Mezőgazdasági Szövetkezet épületében működött, amely később az iskola tulajdonába került. 1963-ban az iskolához csatlakoztak a Branešci, Brezičani, Vijačani Gornji, Kamenica, Šnjegotina Velika, Šnjegotina Donja és Šnjegotina Srednja falvakban működő regionális iskolák. Az 1974-1977 közötti időszakban új iskolaépület épült Dubrava Starában, majd 1977-ben ezt az iskolát a település más iskoláival együtt a Čelinac-i Általános Oktatási Központba integrálták.

## Nevezetességei
- Urunk mennybemenetele tiszteletére szentelt ortodox temploma.

- A görög katolikus Szent Mihály templomot 1993-ban lerombolták, újjáépítése 1998-ban kezdődött.[4]